# Caleta del Sebo
La Caleta del Sebo es una localidad y pedanía española perteneciente al municipio de Teguise, en la provincia de Las Palmas, comunidad autónoma de Canarias. Está situada en la parte suroriental de la isla de La Graciosa. En plena costa atlántica, cerca de esta localidad se encuentra únicamente el núcleo de Pedro Barba.
A 1,2 kilómetros de Lanzarote, la Caleta del Sebo es la principal localidad de La Graciosa —la mayor de las islas del archipiélago Chinijo—, por lo que está considerada de facto capital insular.

## Demografía
Según el Instituto Nacional de Estadística de España, en el año 2023 la Caleta del Sebo contaba con 720 habitantes censados, lo que representa el 99,72% de la población de La Graciosa y el 3,01% del total del municipio de Teguise.

### Evolución de la población
| Gráfica de evolución demográfica de Caleta del Sebo entre 2013 y 2023 |
|                                                                       |
| Datos según el nomenclátor publicado por el INE.                      |

## Economía

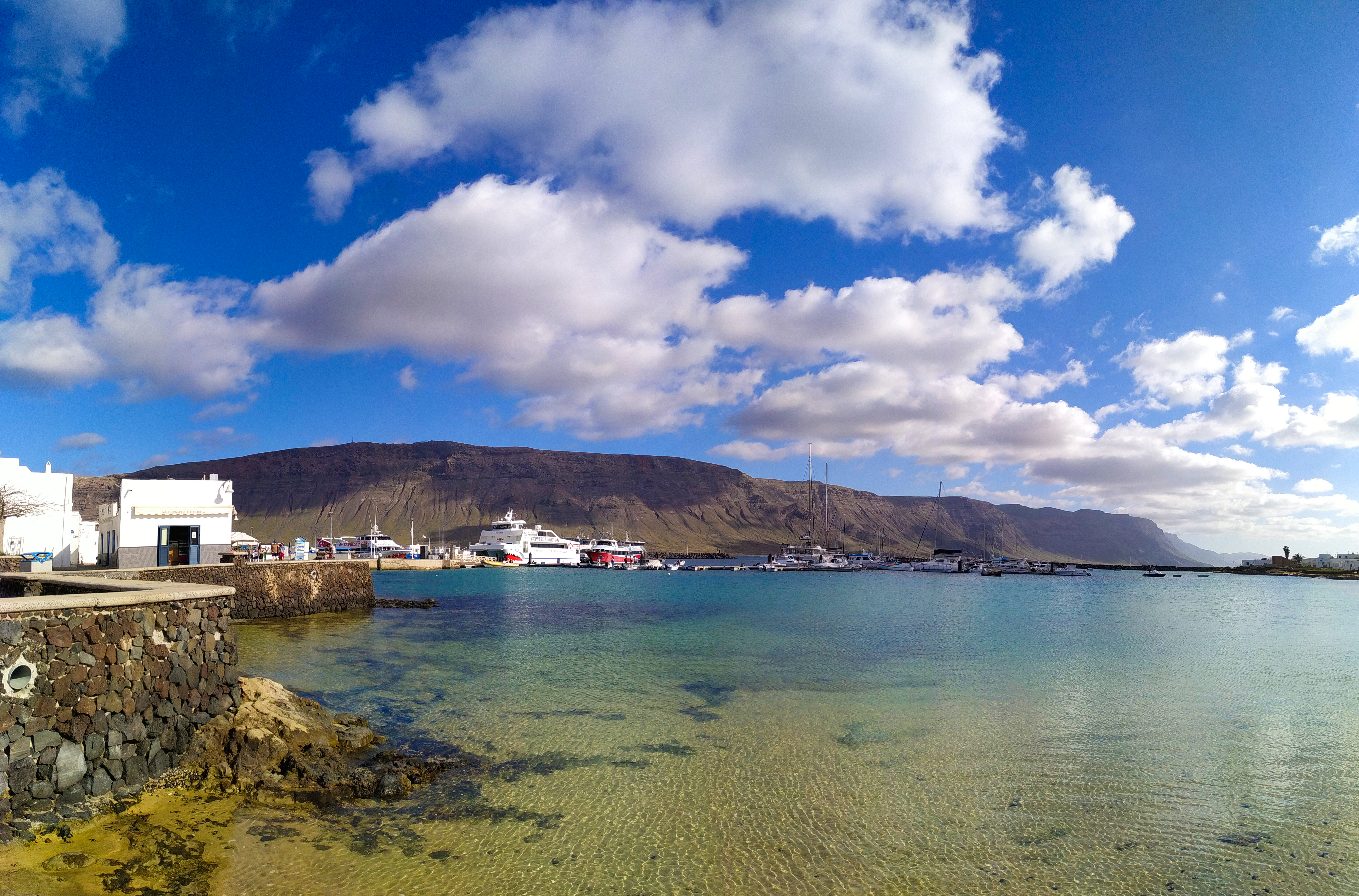
El puerto de la Caleta del Sebo, con la isla de Lanzarote al fondo

Sus principales actividades económicas son la pesca y el turismo. Posee un puerto que comunica La Graciosa con la localidad lanzaroteña de Órzola, en el municipio de Haría.

## Cultura

### Monumentos
En su arquitectura destaca la Iglesia parroquial de Nuestra Señora del Carmen, también llamada Virgen del Mar, patrona de la isla de La Graciosa y de Caleta del Sebo.

### Fiestas
La Caleta del Sebo celebra sus fiestas populares en torno al 16 de julio en honor a la Virgen del Carmen, en las que también se realiza la tradicional procesión marítima de la patrona.